# تنگه بسفر

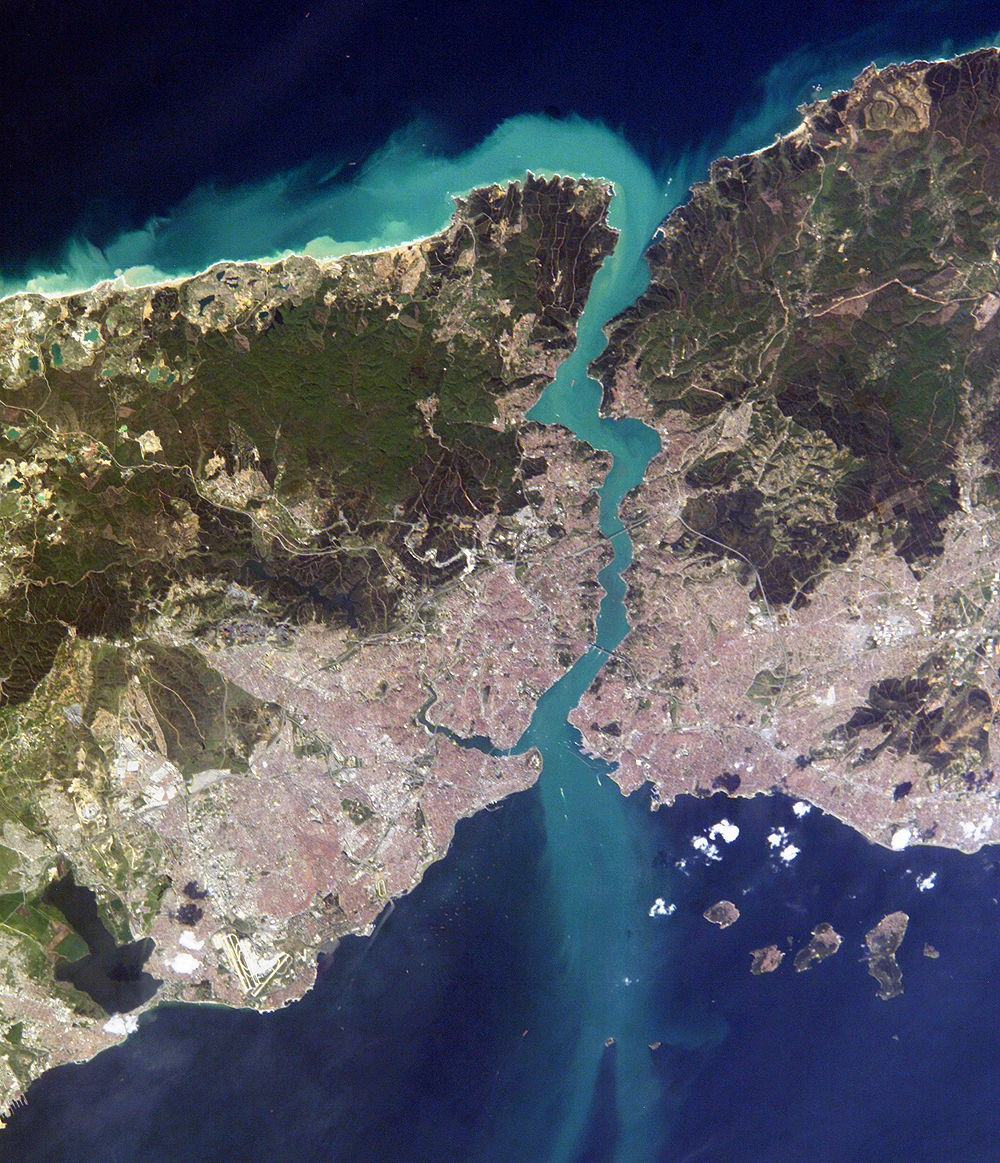
تصویر ماهواره‌ای تنگه بسفر و استانبول

تنگهٔ بُسفُر ( به ترکی استانبولی: İstanbul Boğazı به معنی: تنگۀ استانبول، محاوره‌ای:  Boğaz) باریکه آبی در کشور ترکیه است که دریای سیاه را به دریای مرمره می‌پیوندد. این تنگه دو قاره اروپا و آسیا را از یکدیگر جدا می‌کند. شهر استانبول در دو طرف این تنگه قرار دارد.
طول متوسط تنگه بُسفُر در حدود ۳۰ کیلومتر و عرض آن میان حدّ تقریبی ۷۰۰ تا ۳۵۵۰ متر و عمق آن بین ۱۳ تا ۱۱۰ متر است. در مرکز این آبراه یک جریان تند (سه کیلومتر و نیم در ساعت) در جهت دریای سیاه به دریای نمک وجود دارد، ولی در زیر سطح آب جریان دیگری در جهت مخالف در دو سوی آبراه وجود دارد. از مواضع عمده‌ای که در دو سوی تنگه واقع است می‌توان این‌ها را ذکر کرد: بشیکتاش، روم‌ایلی حصاری، پاشا باغچه‌سی، آناطولی حصاری، اسکودار.
تنگه بسفر یکی از مهم‌ترین آبراه‌های بین‌المللی است که مسیر کشتی‌های تجاری به سمت روسیه است.
بیشتر سواحل تنگه بسفر، به‌جز نواحی شمالی آن، به‌شدت مسکونی شده‌اند و جمعیت کلان‌شهری استانبول با حدود ۱۷ میلیون نفر در هر دو سوی تنگه تا داخل خشکی گسترش یافته‌است.
تنگه بسفر و تنگه داردانل در سوی دیگر دریای مرمره با هم به‌عنوان تنگه‌های ترکیه شناخته می‌شوند.
بخش‌هایی از ساحل بسفر در استانبول با بتن یا لاشه‌سنگ تقویت شده‌اند و بخش‌هایی از تنگه که مستعد رسوب‌گذاری هستند، هر از گاهی لای‌روبی می‌شوند.

## نام
نام این تنگه از زبان یونانی باستان با واژهٔ Βόσπορος (Bósporos) آمده که به‌صورت عامیانه به βοὸς πόρος یعنی «گذرگاه گاو» (مشابه واژهٔ "Ox-ford" در انگلیسی) برگردانده شده‌است: از حالت اضافی واژهٔ boûs (به‌معنای گاو) و واژهٔ poros (به‌معنای گذرگاه). بنابراین، این ترکیب به معنای «گذرگاه گاو» یا «گذرگاه گاوان» است.
این نام به افسانه‌های یونانی و داستان ایو اشاره دارد؛ دختری که به گاو تبدیل شد و محکوم شد تا در زمین سرگردان باشد تا آن‌که از بسفر گذر کرد و با پرومتئوس، یکی از تیتان‌ها، دیدار کرد. پرومتئوس به او دلداری داد و گفت که روزی زئوس او را دوباره به شکل انسانی درخواهد آورد و او نیاکان هرکول، بزرگ‌ترین قهرمانان، خواهد شد.
گفته می‌شود که ایو در نزدیکی کریزوپولیس (اسکدار امروزی) به خشکی آمد؛ جایی که «گاو» نام داشت. این محل همچنین با نام دامالیس (Δάμαλις) شناخته می‌شد، چراکه خارِس آتنی، سردار آتنی، بنایی یادبود برای همسرش «دامالیس» برپا کرده بود که تندیس عظیمی از گاو نیز در آن قرار داشت (واژهٔ δαμάλις به معنای «گوساله ماده» است).
نگارش انگلیسی نام این تنگه با «ph» (یعنی Bosphor) از نظر زبان‌شناسی یونانی باستان درست نیست و واژه با «p» نوشته می‌شود. اما در زبان لاتین سده‌های میانه نگارش‌هایی مانند «Bosphor»، «Bosphorus» یا «Bospherus» دیده می‌شود، و در یونانی سده‌های میانه نیز گاهی Βόσφορος آمده است. این اشکال به نگارش‌های امروزی در زبان‌هایی چون فرانسوی (Bosphore)، اسپانیایی (Bósforo)، ایتالیایی (Bosforo) و روسی (Босфор) راه یافته‌اند.
دانشمند یونانی سدهٔ دوازدهم، یوانیس تزتسس، آن را Damaliten Bosporon (بسفر دامالیس) می‌نامید، اما می‌گوید که در زبان مردم آن زمان، این تنگه «پروسفوریون» خوانده می‌شده‌است، که نام بندر پروسفوریون، قدیمی‌ترین بندر شمالی قسطنطنیه، نیز هست. در زبان انگلیسی، شکل رایج نام این تنگه «Bosphorus» است.
در منابع تاریخی، گاه از بسفر با نام «تنگهٔ قسطنطنیه» یا «بسفر تراکیه‌ای» برای تمایز از بسفر سَکایی (در کریمه) یاد شده‌است. هرودوت در کتاب تواریخ خود (۴.۸۳) این نام‌ها را به صورت Bosporus Thracius، Bosporus Thraciae، و Βόσπορος Θρᾴκιος آورده‌است. وی همچنین از نام‌های «بسفر کالسدونیایی» (Bosporus Chalcedoniae، Βόσπορος τῆς Χαλκηδονίης) و «بسفر میسیایی» (Bosporus Mysius) استفاده کرده‌است.
در ادامه، واژهٔ یونانی βόσπορος به معنای عام «تنگه» در آمده و در یونانی کلاسیک برای اشاره به هلسپونت نیز به‌کار رفته‌است؛ همان‌گونه که در آثار آشیل و سوفوکل دیده می‌شود.

### بغاز ایچی
بغاز ایچی (Boğaziçi) به بخش‌هایی از استانبول و نواحی اداری مجاور آن اطلاق می‌شود که چشم‌انداز تنگه بسفر دارند. معنی لغوی این کلمه در ترکی «داخلهٔ تنگه» است و منظور از آن مناطق درونی پیرامون تنگه است. این عنوان به‌طور خاص به مناطقی از استانبول در شمال شاخ طلایی (خلیج) گفته می‌شود و از منطقهٔ بشیکتاش در ساحل اروپایی آغاز می‌شود. بنابراین، این مناطق به‌ترتیب جنوبی به شمالی در ساحل اروپایی شامل: بشیکتاش، اورتاکوی، آرناووت‌کوی، ببک، روملی‌حصار، بلطالیمانی، امیرگان، ایستینیه، ینی‌کوی، تارابیا، کیریچ‌بورنو، بیوک‌دره و ساری‌یر هستند؛ و در ساحل آسیایی: بیلربیی، چنگل‌کوی، وانیکوی، کندیلی، آنادولوحصار، کانلیجا و بیکوز را در بر می‌گیرند.

## جغرافیا
تنگه بسفر به‌عنوان یک گذرگاه آبی، دریای سیاه را به دریای مرمره و از آن‌جا به دریای اژه و مدیترانه، از طریق تنگه داردانل، متصل می‌کند. این تنگه همچنین مسیرهای آبی گوناگون در مدیترانه شرقی، بالکان، خاور نزدیک و اوراسیای غربی را به هم می‌پیوندد. ازاین‌رو، بسفر امکان پیوند دریایی از دریای سیاه تا دریای مدیترانه و اقیانوس اطلس (از راه تنگه جبل‌الطارق) و نیز اقیانوس هند (از راه کانال سوئز) را فراهم می‌آورد و به‌ویژه برای انتقال کالاهای صادرشده از روسیه مسیر بین‌المللی مهمی به‌شمار می‌رود.
یک جزیرهٔ بسیار کوچک در بسفر، نزدیک کورچشمه، وجود دارد که امروزه به‌نام جزیره گالاتاسرای شناخته می‌شود. این جزیره در سال ۱۸۸۰ توسط سلطان عبدالحمید دوم به معمار ارمنی، سرکیس بالیان، بخشیده شد. خانه‌ای که او در این جزیره ساخت بعداً ویران شد. این جزیره سپس به باغی محصور و پس از آن به مرکز ورزش‌های آبی تبدیل شد و سرانجام در اختیار باشگاه ورزشی گالاتاسرای قرار گرفت. با این‌حال، در دههٔ ۲۰۱۰ با ساخت‌وسازهای گسترده و تبدیل شدن به مجموعه‌ای از باشگاه‌های شبانه روبه‌رو شد، که دولت در سال ۲۰۱۷ این ساخت‌وسازها را تخریب کرد. این جزیره در تابستان ۲۰۲۲ به‌طور انحصاری برای اعضای باشگاه گالاتاسرای بازگشایی شد.

### شکل‌گیری
علت و تاریخ دقیق شکل‌گیری تنگه بسفر همچنان موضوع بحث در میان زمین‌شناسان است. یکی از فرضیه‌های تازه‌تر، با عنوان «فرضیه طغیان دریای سیاه»، در سال ۱۹۹۷ توسط دو دانشمند از دانشگاه کلمبیا مطرح شد. این فرضیه بیان می‌دارد که بسفر حدود ۵۶۰۰ پیش از میلاد (که در سال ۲۰۰۳ به ۶۸۰۰ پیش از میلاد بازبینی شد) دچار طغیان شد، هنگامی که آب‌های رو‌به‌فزونی دریای مدیترانه و دریای مرمره به‌سوی دریای سیاه که در آن زمان به‌صورت یک پیکرهٔ آبی کم‌ارتفاع و شیرین بود، جاری شدند.
با این‌حال، بسیاری از زمین‌شناسان ادعا می‌کنند که تنگه بسفر بسیار کهن‌تر از این است، هرچند از دید زمین‌شناسی، باز هم نسبتاً جوان به‌شمار می‌رود.